# Georg Wonna

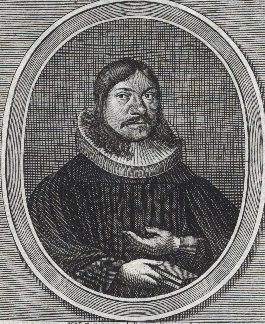
Georg Wonna

Georg Wonna (* 20. Januar 1637 in Ortenburg; † 30. November 1708 in Regensburg) war ein evangelisch-lutherischer Geistlicher, Gymnasialprofessor und Superintendent in Regensburg.

## Leben und Wirken
Georg Wonna wurde am 20. Januar 1637 in der reichsunmittelbaren Grafschaft Ortenburg als Sohn des evangelischen gräflichen Hofpredigers Christian Wonna und dessen zweiter Gemahlin Anna Barbara Steinhäuserin geboren. Zwischen 1648 und 1656 besuchte Wonna das Gymnasium poeticum in Regensburg. In Folge studierte er als Stipendiat der Reichsstadt Regensburg ab 1656 an der Universität Jena und ab 1661 an der Universität Tübingen. Dabei wurde er 1657 poeta laureatus und 1658 Magister. Im Jahre 1664 wurde Wonna vom Rat der Stadt Regensburg in das geistliche Ministerium berufen und zugleich Gymnasialprofessor am neu errichteten Auditorium des Gymnasiums Poeticum. Im selben Jahr wurde Wonna Konsistorial-Assessor. 1685 wurde er Superintendent und Scholarch.
In seine Amtszeit fällt der Beschluss des Ministeriums in Regensburg ein Gedächtnisbuch für die früheren und zukünftigen Geistlichen anzulegen, als dessen Herausgeber Wonna fungierte. Am 30. November 1708 verstarb Wonna an den Folgen eines Schlaganfalls. Sein Nachfolger als Superintendent wurde Georg Serpilius.